# Pierre-Dominique Martin
Pour les articles homonymes, voir Martin.
Pierre-Dominique Martin, né le 11 septembre 1771 à Toulouse et mort le 11 mai 1855, est un ingénieur des Ponts et Chaussées français.

## Biographie
Pierre-Dominique Martin est le fils d'un miroitier toulousain et d'une mère dont le père était avocat au parlement de Toulouse. Il est élève au collège de Toulouse et attire l'attention sur lui de l'archevêque de Toulouse Loménie de Brienne qui intéresse à son sort le duc de Chartres. Ce dernier a exigé que son éventuel secrétaire apprenne le dessin, les mathématiques et l'anglais. Il étudie avec Delaitre, rédacteur d'un Dictionnaire de la science des ingénieurs pour suivre le programme établi par le duc de Chartres, puis il entre à l'École du génie des États du Languedoc de Toulouse en octobre 1788 puis à l'École des ponts et chaussées.
Ses parents sont morts et se décide à partir pour Paris le 2 décembre 1790 où il arrive le 28 décembre. Il loge alors chez Teissier, ingénieur du pavé de Paris, qu'il avait rencontré à Toulouse. En avril 1791, il suit l'inhumation de Mirabeau au Panthéon. Il a travaillé pour l'architecte Bernard Poyet et a suivi en même temps les cours de Mauduit et Cousin au Collège de France et de l'architecte Julien-David Le Roy. En 1790, l'Assemblée constituante débat de la réforme du service des ponts et chaussées proposée par Perronet. La loi est votée le 16 janvier 1791. La loi prévoyait que l'École des ponts et chaussées pouvait recevoir des ingénieurs de pays étrangers mais rien n'était prévu pour les élèves des écoles d'ingénieurs des provinces. Il a alors envoyé une pétition à la Constituante pour intégrer ces élèves à l'École des ponts et chaussées. Dans son rapport du 4 mai 1792, le député Jean Moreau déclarait qu'il n'était pas possible d'admettre tous les élèves des écoles des ponts et chaussées de Bretagne et du Languedoc car leur nombre est plus élevé que ceux de l'École de Paris. Il a proposé de réduire le nombre des admis à quatre pour la Bretagne et six pour Toulouse, mais finalement cette limitation n'a pas été nécessaire car il ne s'est présenté que trois élèves pour la Bretagne, et seulement deux pour Toulouse, Martin et son ami Mercadier. Une nouvelle loi est votée le 1er juillet 1792. Martin connaissant bien les mathématiques, il est chargé de l'enseignement mutuel des mathématiques à son entrée dans l'École des ponts et chaussées, en 1792. Après la déclaration de la patrie en danger avec la loi du 10 juillet 1792, il a participé avec d'autres ingénieurs de l'École des ponts et chaussées à l'exécution des travaux du camp de Paris destiné à assurer la défense de la ville. Martin a été chargé de la construction d'une redoute, près de Pantin. Il assiste à la journée du 10 août 1792 qu'il raconte dans ses mémoires. Après la dissolution du camp de Paris, à la suite des victoires de Valmy et de Jemmapes, Martin est retourné à l'école. Il a reçu un brevet de capitaine de 1re classe avec ordre de se rendre à Toulouse par crainte d'une guerre avec l'Espagne mais il a renvoyé ce brevet.
En 1793, la levée en masse est organisée à Paris. Martin s'est présenté devant la Convention nationale pour « qu'on mit les ingénieurs hors la levée en masse ». Il s'est marié le 25 novembre 1793 avec Françoise Marie Bron (1771-1854), fille de Pierre Bron (†1809) qui a été colonel du génie et d'Anne-Marie Perrinet de Ferrières (1748-1801) qui tenait un bureau de loterie et un club de jeux de hasard à Paris pendant la Révolution. Son ami Jean-François Mercadier (1771-1854) s'est marié le même jour avec sa sœur, Émilie Marie Aimée Bron. À la fin de 1793, grâce aux relations de leur belle-mère avec Gabriel Le Camus, Martin et Mercadier ont obtenu un brevet d'ingénieur des ponts et chaussées. L'Administration l'a envoyé à Amiens mais comme il ne s'y est pas plu, il a pris le parti de s'enfuir. Il est muté à Soissons où il travaille sous les ordres de l'ingénieur en chef Becquey.
Il a fait la connaissance de Bonaparte en l'an III chez le député Goupilleau. Il est choisi pour faire partie de l'Expédition d'Égypte. Venant de Rosette, il arrive au Caire le 22 septembre 1798. Il est accusé par Menou de malversation et voue désormais à celui-ci une haine mortelle.
Le 17 décembre 1799, il s'embarque à Alexandrie sur l'América à destination de la France, mais le bâtiment est intercepté par les Anglais et il est fait prisonnier. Le 1er janvier 1800, le commandant du Thésée, qui le tient prisonnier à son bord, le libère.
Le 14 juillet 1800, il arrive à Beni-Souef pour une longue mission dans le Fayoum qui dure jusqu'en février 1801.
Rentré en France, il est nommé ingénieur à Pontoise. Il encourt la colère du comte Molé, directeur général des ponts et chaussées, qui avait fait abattre des arbres sur la route reliant Paris à Beauvais. Martin avait dressé un procès-verbal et l'avait traîné devant le conseil de la préfecture. Le comte Molé ne lui a jamais pardonné. Il est ensuite envoyé à Arras et a construit des ponts sur la Scarpe et établi un projet de régularisation de la Canche. Il est nommé ingénieur dans le département de la Gironde où il termine les travaux de la grande route vers l'Espagne. Ne voyant pas de promotion au grade supérieur dans le corps des ponts et chaussées, il donne sa démission en 1830.
Il a construit le pont suspendu de Langon en chaînes de fer d'une longueur de deux cents mètres, sur la Garonne. La construction est autorisée par le décret paru dans le Bulletin des lois du 19 octobre 1828. Il a été achevé en 1831 pour un coût total de 60 000 francs.
Il a pris sa retraite d'ingénieur des ponts et chaussées en 1830. De 1830 à 1848, il est le maire de Rions (Gironde).

## Famille
- Pierre Jacques Dominique Martin, ou Pierre-Dominique Martin, marié en premières noces, en 1793, avec Françoise Marie Bron, divorcés le 27 juin 1815
  - Émile Martin
    - Pierre Émile Martin qui inventent le procédé d'élaboration de l'acier qui porte leur nom.

marié en secondes noces, le 12 juillet 1815, à Arras, avec Pauline Bathilde Bacler (1796-)
- Armand Paul Joseph Martin (1816-1893), ancien élève de l'École polytechnique et de l'École des ponts et chaussées, inspecteur général de 1re classe du corps des ponts et chaussées, vice-président du Conseil général des Ponts et Chaussées, maire de Souligné-sous-Vallon (Sarthe) ;
- Jules François Edmond Martin (1820-1900), ancien élève de l'École polytechnique, et de l'École centrale Paris. Il est employé au service de la marine, en Inde, puis à la Compagnie des chemins de fer du Midi.
- Félix Adrien Martin (1835-1920).

## Distinction
- Chevalier de la Légion d'honneur, en mars 1855[13].

## Publications
- Histoire de l'expédition française en Égypte, Paris, J. M. Eberhardt, 1815, 2 vol. tome 1, tome 2.
- Pierre Dominique Martin, ingénieur des Ponts et Chaussées, compagnon de Bonaparte en Égypte, autobiographie 1771-1839 (préf. Jean Tulard, présenté et annoté par Yves Laissus), Guénégaud, 2008, 127 p..

## Sources, notes et références
Source
- Arch. nat., 92 AP 1 et 2 : papiers de l'ingénieur Pierre Dominique Martin[14].

Note
1. ↑  Joseph François Mercadier travaille sur le canal du Centre à partir de 1816.

Références
1. ↑  « https://www.siv.archives-nationales.culture.gouv.fr/siv/POG/FRAN_POG_05/p-3pl5rt9ee-57mwd75zjc6c »
2. ↑  « Acte de naissance, dans son dossier Légion d'honneur LH/1765/35 », sur Archives nationales (consulté le 9 février 2023).
3. ↑  Lorion 1962, p. 396.
4. ↑  Lorion 1962, p. 398.
5. 1 2  « Notice : Pierre Jacques Dominique Martin », sur Ministère de la culture / Base Léonore (consulté le 6 mai 2017).
6. ↑  Lorion 1962, p. 403.
7. ↑  [Tarbé de Saint-Hardouin 1885] François Pierre Hardouin Tarbé de Saint-Hardouin, « Les ingénieurs des ponts et chaussées à l'expédition d'Égypte », Annales des ponts et chaussées, 6e série, t. IX,‎ 1er semestre 1885, p. 1183-1199 (lire en ligne)
8. ↑  Yves Laissus, L'Égypte, une aventure savante 1798-1801, Paris, Fayard, 1998, p. 119.
9. ↑  Yves Laissus, op. cit., p. 543.
10. ↑  Yves Laissus, op. cit., p. 544.
11. ↑  Yves Laissus, op. cit., p. 446.
12. ↑  A. Baudrimont, Blanqui aîné, V. Bois, Boquillon, A. Chevallier, Colladon, Coriolis, d'Arcet, P. Désormeaux, Despretz, Ferry, H. Gaultier de Claubry, Gourlier, Guibal, Th. Olivier, Parent Duchatelet, Perdonnet et al., Dictionnaire de l'industrie manufacturière, commerciale et agricole : ouvrage accompagné d'un grand nombre de figures intercalées dans le texte, t. IX Po-R, Paris, chez J.-B. Baillière, 1840 (lire en ligne), p. 119.
13. ↑  « Martin, Pierre Jacques Dominique », base Léonore, ministère français de la Culture.
14. ↑  Yves Laissus, op. cit., p. 558.

### Archives
- « Inventaire de microfilms d'ouvrages » [2 pièces]. Fonds : Pierre-Dominique Martin; Cote : 5 Mi [92AP]. Pierrefitte-sur-Seine : Archives nationales (lire en ligne).